# Мухобійка

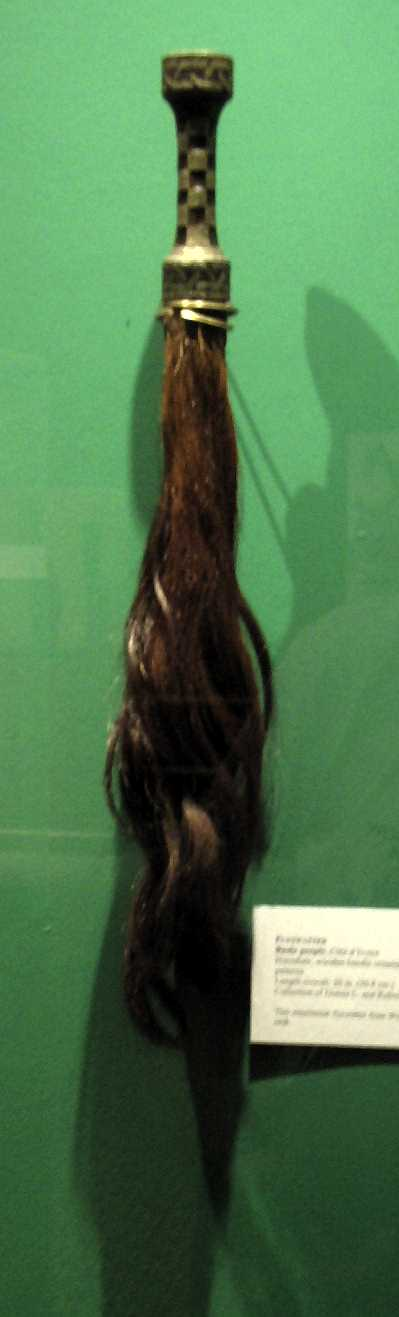
Африканська мухобійка з Кот-Д'івуару зроблена з кінського волосу з прикрашеною дерев'яною ручкою

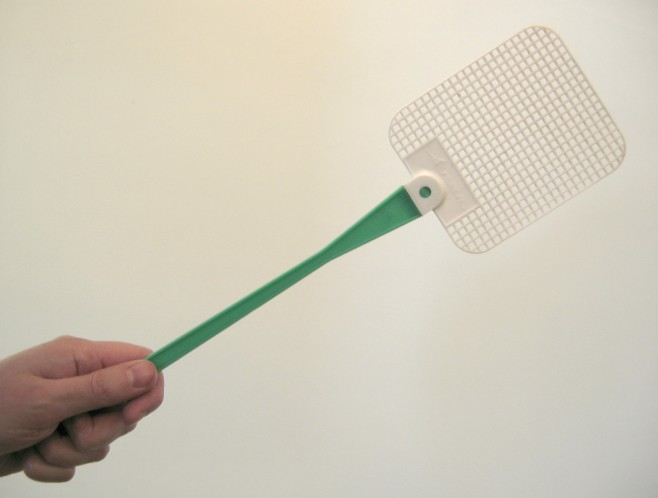
Звичайна пластикова мухобійка

Герб Американського Самоа

Мухобійка (розм. хлопавка, хляпалка, ляпавка) — інструмент для відлякування або прихляпування мух. Може являти собою як пластиковий чи гумовий виріб на довгій ручці, так і жмуток волосся або листя. У багатьох країнах, особливо у спекотному кліматі, є необхідністю у багатьох професіях на зразок вуличних торговців, сторожів і наглядачів.
У деяких культурах мухобійки служать регаліями. Так, наприклад, в Африці мухобійки використовують багато лідерів країн і в наші дні: кенійський лідер Джомо Кеніата в урочистих випадках носив з собою мухобійку як символ влади у народу масаї, так само як і лідер Малаві Гастингс Банда. Південноафриканський джазовий музикант Джабу Ханіле завжди брав з собою масайську мухобійку на сцену як свою торгову марку. Особливо варто відзначити яскраво прикрашену мухобійку, яка є частиною королівських регалій Таїланду. Її руків'я зроблено з вигравіруваної слонової кістки, а волосся — з хвоста слона-альбіноса. Мухобійки також є символом влади в Полінезії.
В індонезійському мистецтві мухобійка — один з елементів, що асоціюються з Шивою. Вони часто зустрічаються на релігійних зображеннях в даосизмі, буддизмі та індуїзмі. Дзен-буддійські ченці використовують мухобійки хоссу, які передають від майстра до учня. Мухобійка часто є частиною аштамангали, особливо в Непалі.

## Алжирський інцидент
1827 року останній османський правитель Алжиру Хуссейн Дей вдарив французького посла мухобійкою по обличчю під час жаркої дискусії з приводу несплачених боргів. Це стало приводом для французького вторгнення в Алжир 1830 року.

## Електрична мухобійка

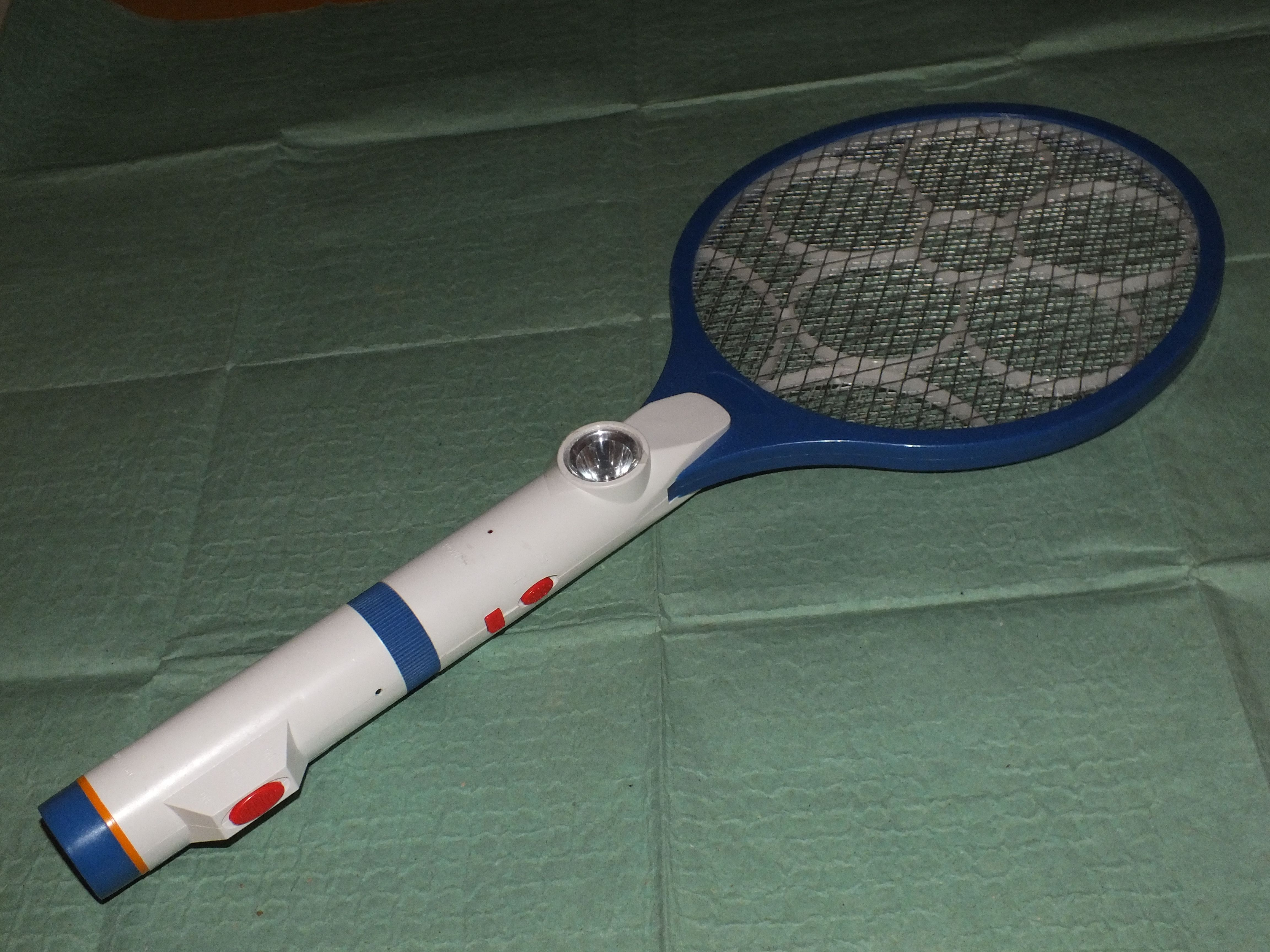
Електрична мухобійка

Електрична мухобійка схожа на тенісну ракетку, замість струн натягнуті три сітчастих електроди (центральний і два периферійних), розділені повітряними проміжками та ізоляційними вставками. Електронна схема генерує високу електричну напругу, яка підводиться до центрального і периферійних електродів. Конструкція виключає ураження людини електричним струмом. Вбудований зарядний пристрій дозволяє заряджати акумулятори від електричної мережі. «Мисливець» повинен змахнути електричною мухобійкою так, щоб комаха, що летить, потрапила в повітряний проміжок між електродами. Електричний розряд її знищує. Для нічного полювання може бути обладнана світлодіодами. Електрична мухобійка також ефективна проти комарів.

## Інші значення
«Мухобійкою» також називають дефлектор капота — аксесуар, призначений для захисту капота автомобіля від камінчиків, що летять з дороги, і комах.